# Mathieu Bablet

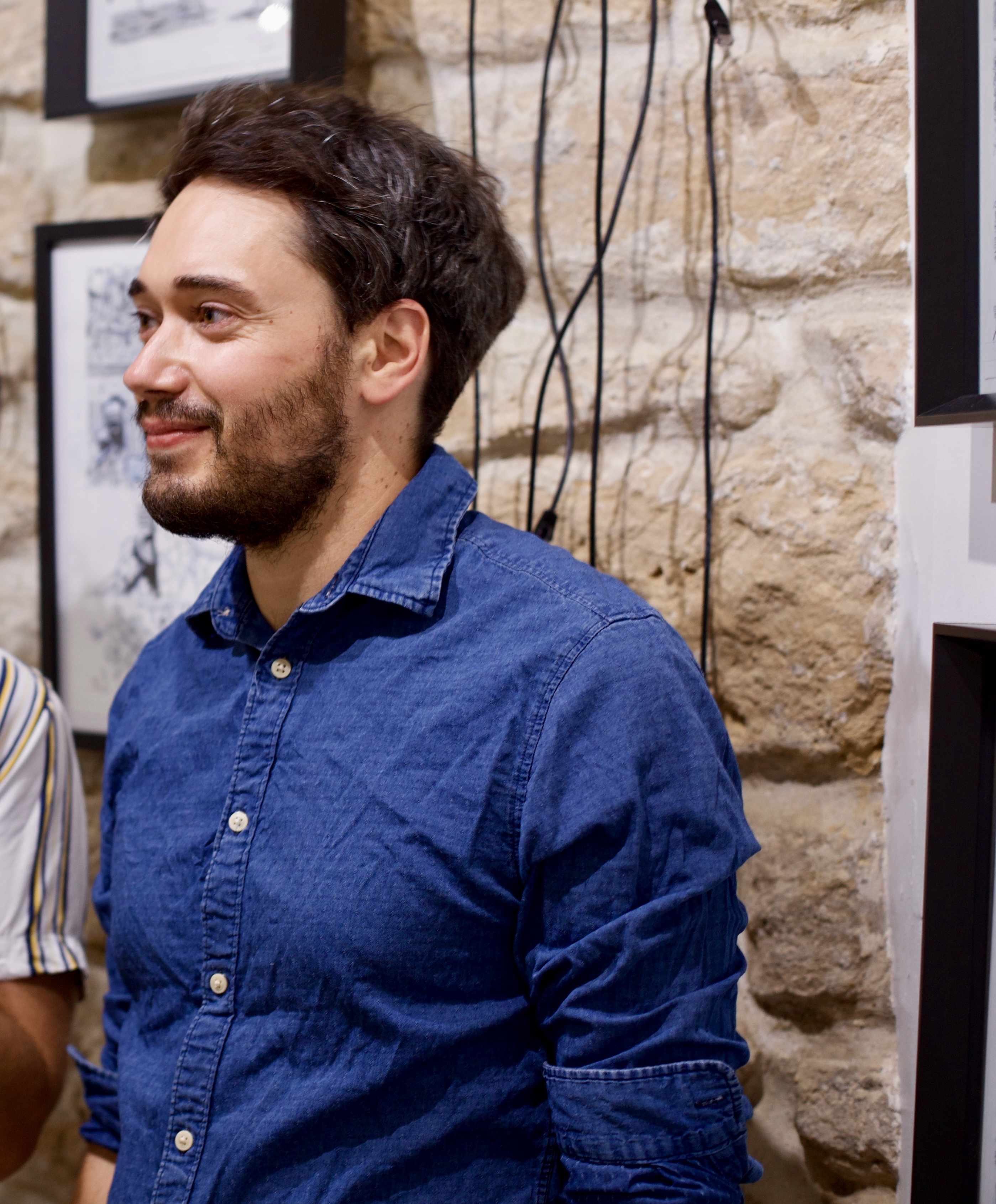
Mathieu Bablet lors du vernissage de Carbone & Silicium à la galerie Achetez de l'Art

Mathieu Bablet est un auteur de bande dessinée français, né le 9 janvier 1987 à Grenoble. Ses travaux portent principalement sur la science-fiction.

## Biographie

### Jeunesse et formations
Mathieu Bablet est né et a grandi à Grenoble,.
En 2008, il reçoit une formation en arts appliqués auprès de l’enseignement aux arts appliqués et à l’image (ENAAI) de Chambéry,. Il présente ses dessins aux éditions Ankama. Guillaume Renard, auteur de bande dessinée connu sous le pseudonyme Run et créateur du Label 619 le repère.

### Carrière
En 2011, Mathieu Bablet publie son premier album La Belle Mort : une fiction post-apocalyptique en milieu urbain. Thomas Berthelon d'Actua BD signale la maîtrise dans le dessin : « une très belle texturisation et une dé-saturation générale apporte un cachet très prenant ». Le même site émet des critiques positives sur la réédition augmentée en 2017.
En 2012, il participe au deuxième tome de la série DoggyBags (pour Vol Express 666) où se manifestent « la précision des décors et le sens du cadrage » de l'auteur.
Entre 2013 et 2014 paraît le diptyque Adrastée, situé dans la Grèce des mythes, mais toujours avec une ambiance post-apocalyptique, dans lequel il « impose sa patte contemplative ». Pour le second tome, malgré des réserves sur le scénario, « Les paysages, l’atmosphère, les décors, les harmonies de couleur, sont absolument à tomber ».
En 2015, il participe au huitième volume de DoggyBags, où son travail « prouve encore avec son graphisme inimitable qu’il est l’un des grands dessinateurs urbains actuels ».
En 2016, l'auteur publie le one shot Shangri-La, toujours dans le domaine de la science-fiction. L'ouvrage est un grand succès et reçoit un accueil très favorable, et est sélectionné en compétition officielle au festival d'Angoulême en 2017. L'album est vendu à 75 000 exemplaires.
À partir de 2018 paraît Midnight Tales, une série de recueils dont il est « show runner », scénariste, ainsi que dessinateur pour certaines des histoires. Il y exprime une fois de plus « son goût pour les architectures labyrinthiques » et y dirige le travail d'une multitude d'autres auteurs,.
Fin 2018, il annonce travailler sur un nouveau one shot intitulé Carbone et Silicium, un récit d'anticipation abordant des thèmes tels que le transhumanisme et les crises écologique et migratoires. L'album sort en librairie en août 2020 et BFM TV émet une critique favorable. L'ouvrage fait partie des cinq finalistes pour le grand prix de la critique 2021, et rapporte à Bablet le Prix de la BD Fnac France Inter 2021.
En 2024, Mathieu Bablet dévoile travailler sur le scénario et la direction artistique de Cairn, un jeu vidéo sur le thème de l'escalade développé par le studio The Game Bakers.
En 2025, il écrit le scénario de Shin Zero, premier tome d'une série prévue sur trois tomes.

## Œuvres

### One shots
- La Belle Mort, Ankama Éditions, Label 619, 2011
Scénario, dessin et couleurs : Mathieu Bablet - (ISBN 978-2-359-10175-1)
- Shangri-La, Ankama Éditions, Label 619, 2016
Scénario, dessin et couleurs : Mathieu Bablet - (ISBN 978-2-359-10969-6)
- Carbone et Silicium, Ankama Éditions, Label 619, 2020
Scénario et dessin : Mathieu Bablet - Couleurs : Mathieu Bablet, Carla De Almeida et Cathy Fernandez - (ISBN 979-10-33511-96-0)
- The Midnight Order, Rue de Sèvres Éditions, Label 619, 2022
Scénario : Mathieu Bablet - Dessin : Mathieu Bablet, Alanva, Isabelle Bautian, Rours, Sumi, Thomas Rouzière, Claire Fauvel, Titouan Beaulin, Daphnée Collignon et Quentin Rigaud - (ISBN 281-0-20253-2)